# Ra's al Ghul
Ra's al Ghul (en arabe : رأس الغول) est un personnage de fiction, super-vilain appartenant à l'univers de DC Comics. Créé par Neal Adams et Dennis O'Neil, il apparaît pour la première fois dans le comic Batman #232 en juin 1971. Il est connu pour être l'un des adversaires récurrents de Batman.
Le terme « Ra's al Ghul », parfois écrit « Râ's al Ghûl », vient de l'arabe et signifie littéralement en français  « la tête d'ogre ». C'est le nom complet de l'étoile Algol, de l'arabe الغول, al-ghûl, c'est-à-dire la goule. Ce qui fait que prononcer « Ra's Al ghul » revient à lire en arabe رأس الغول qui signifie « la tête d'ogre ».

## Biographie
Le début de la vie de Ra's al Ghul et l'âge exact sont différents par rapport aux divers auteurs. Son histoire d'origine est racontée dans le roman graphique Batman : Birth of the Demon (Naissance du démon) de 1992 par Dennis O'Neil et Norm Breyfogle.
Comme dit dans Birth of the Demon, Ra's al Ghul est né plus de 600 ans avant sa première apparition dans les comics Batman, à la fin du XIVe siècle, en Afrique du Nord, au sein d'une tribu nomade.
Ra's s'intéresse à la science à un âge précoce. Il devient médecin et se marie avec une femme du nom de Sora, l'amour de sa vie. Ensemble, ils font des recherches qui les amènent à découvrir le secret de l'immortalité. Pour avoir de l'argent, Ra's décide de guérir un prince avec l'eau du puits de Lazare, sur lequel il fait ses recherches. Mais le prince devient fou et tue Sora. Le sultan, ne voulant pas avouer la culpabilité de son fils, déclare Ra's coupable du crime et le condamne à une lente torture à mort dans une cage avec le cadavre de Sora. Ra's a le cœur brisé et son âme est à jamais corrompue. Il devient un chef de clan sanguinaire qui se fait surnommer « la tête de démon ».
Il aura un fils, surnommé Spectre Blanc car il est albinos. Il n'aura pour ce fils que du mépris jusqu'à sa mort.
Quelques décennies plus tard, Ra's participe à la bataille de Waterloo aux côtés de Wellington. Il est accompagné de Spectre Blanc. Il veut contrer Napoléon pour lui voler sa maîtresse. 
Ra's est le chef d'une organisation criminelle mondiale, la Ligue des Assassins, dont la mission est d'épurer une planète polluée par le vice et la médiocrité, dans le but de créer un monde meilleur selon les idéaux de ce Messie auto-proclamé. Il est toujours accompagné de son garde du corps fidèle, Ubu.
Son intérêt envers Batman surgit quand il sentit que le puits de Lazare commençait à se tarir. Ra's, songeant qu'il lui fallait un héritier, jugea qu'il avait besoin d'un homme pour être son successeur. N'ayant que deux filles, Nyssa al Ghul et Talia al Ghul, il dut choisir un époux pour cette dernière, un gendre qui soit digne de son futur empire. Batman le rejoindra pour un temps et épousera sa fille. Talia lui donna un petit-fils, Damian, qui fut élevé dans le secret de son père, Bruce Wayne.
Ra's al Ghul est laissé pour mort de nombreuses fois et à chaque fois ressuscite. Sa dernière résurrection ne s'est pas faite sans peine. Il se confronte à son père, le Sensei, que Batman vainc pour lui, et prend possession du corps de son fils, Spectre Blanc, à contrecœur. En effet, Ra's avait prévu d'investir le corps de Damian, son petit-fils. Ra's al Ghul s'installe ensuite à Gotham City mais Batman le piège et il est interné à Arkham sous la fausse identité de Terry Gene Kase.

## Versions alternatives
- Batman : Begins
- Batman : Silence (Batman: Hush, 2002. Scénario : Jeph Loeb. Dessin : Jim Lee).
- Batman : Tales of the demon (Batman: Tales of the demon, 1991, Dessins : Jerry Bingham, scénario : Dennis O'Neil)
- Batman : Le Fils du démon (Batman: Son of the Demon, 1987, Dessins : Jerry Bingham, scénario : Mike W. Barr) [4]
- JLA : La tour de Babel (JLA : La tour de Babel, 2000, Dessins : Pablo Raimondi, scénario : Dan Curtis Johnson)
- Batman : Les jeunes filles et la mort (Batman: les jeunes filles et la mort, 2005, Dessins Klaus Janson et scénario : Greg Rucka)
- Batman : Trinité (Batman: Trinité, 2006, Dessins et scénario : Matt Wagner)
- La Résurrection de Ra's al Ghul (Batman: The Resurrection of Ra's al Ghul, 2009, Dessins : Tony Daniel, Don Kramer, Ryan Benjamin… scénario : Paul Dini, Grant Morrison…)

## Apparitions dans d'autres médias

### Cinéma
- 2005 : Batman Begins de Christopher Nolan, interprété par Ken Watanabe et Liam Neeson. Ra's al Ghul semble d'abord être le personnage interprété par Ken Watanabe. Professionnel des arts martiaux recueillant le milliardaire Bruce Wayne lorsque ce dernier se retrouve prisonnier en Asie. Tête dirigeante de la « Ligue des ombres », une organisation secrète terroriste qui a, à travers les époques, « purgé l'Humanité de ses vices » et aurait fait tomber les grands empires « au sommet de leur décadence ». La nouvelle cible de la Ligue est Gotham City. On découvre en fait plus loin dans le film, lors de la réception d'anniversaire de Bruce au Manoir Wayne, que le personnage qu'on croyait être le maître de La Ligue des ombres n'était qu'un leurre ; c'était en fait Ducard, joué par Liam Neeson, qui était vraiment Ra's al Ghul. Batman parvient à empêcher la destruction de Gotham et laisse mourir Ra's dans un accident de train.
- En 2012, dans The Dark Knight Rises, Ra's al Ghul est interprété par Liam Neeson et Josh Pence dans sa jeunesse, où il a parcouru le monde comme mercenaire. Après avoir épousé la fille d'un seigneur de guerre, il fut envoyé en prison. Le seigneur de guerre permit sa libération mais y envoya sa femme en échange, ignorant qu'elle était enceinte. Sans être au courant de cette grossesse, Ra's partit et rejoignit plus tard la Ligue des Ombres. Quand il apprend que sa fille, Talia, est née en prison et est parvenue à s'échapper, il y retourne, tue les prisonniers qui ont causé la mort de sa femme, recueille Bane, un prisonnier qui a protégé Talia. Il les accepte tous deux dans la Ligue, mais ne parvient pas à considérer Bane autrement que comme un « monstre », et finit par l'excommunier de la Ligue quand il apprend les sentiments de Bane pour Talia.

### Télévision
Le personnage apparait dans plusieurs séries télévisées : 
- 2014-2015 : Arrow, il est d'abord mentionné plusieurs fois comme leader de la Ligue des Assassins et pour avoir entraîné dans le passé, Malcolm Merlyn et Sara Lance (alias The Canary, puis White Canary dans Legends of Tomorrow). À partir de la saison 3, diffusé à partir d'octobre 2014, il devient un personnage récurrent, interprété par Matthew Nable[5]  (VF : Éric Herson-Macarel) (voir plus bas).
- 2016 : Legends of Tomorrow interprété par Matthew Nable (Saison 1, invité)

- 2017 : Gotham interprété par Alexander Siddig.

Le personnage apparaît dans plusieurs séries télévisées d'animation :
- 1992-1995 : Batman (Batman, The Animated series) de Paul Dini, Bruce Timm et Eric Radomski (VO : David Warner ; VF : Pierre Baton, Michel Modo, Gilbert Levy, Philippe Peythieu, Michel Derain).
- 1996-2000 : Superman, l'Ange de Metropolis (Superman) d'Alan Burnett, Paul Dini, Bruce Timm (VO : David Warner ; VF : Bernard Métraux).
- 1999-2001 : Batman, la relève (Batman Beyond) d'Alan Burnett, Paul Dini, Glen Murakami et Bruce Timm (VO : David Warner ; VF : Patrick Osmond).
- 2008-2011 : Batman : L'Alliance des héros (Batman: The Brave and the Bold, de James Tucker) (VO : Peter Woodward ; VF : Jean-Claude Donda)
- 2010- : La Ligue des Justiciers : Nouvelle Génération (Young Justice, Greg Weisman, Brandon Vietti) (VO : Oded Fehr ; VF : Vincent Ropion)
- 2013-2014 : Prenez garde à Batman ! (VO : Lance Reddick ; VF : Jean-Claude Donda)

#### Batman, The Animated series
Dans Révélation, le 77e épisode de la série, on apprend que Ra's a eu un fils du nom d'Arkady Duvall. À la suite de son affrontement avec le chasseur de primes Jonah Hex, dans le zeppelin imaginé par Ra's, Duvall est capturé puis subit une peine de prison de 50 ans. Il vit très vieux grâce au puits de Lazare, mais cela lui fait perdre complètement l'esprit. Des dizaines d'années plus tard, il est retrouvé par son père dans un hospice de Gotham ; celui-ci veut le ramener chez lui afin de profiter du peu de temps qu'il leur reste, Arkady n'ayant plus beaucoup de temps à vivre du fait qu'il est plus que centenaire, et que les effets du puits de Lazare s'estompent.

#### Batman la relève
Dans l'épisode Futur-Ex, Talia réapparaît, aussi jeune qu'auparavant, pour proposer à Bruce de bénéficier du puits de Lazare ; mais Bruce demeure réticent. Plus tard, un pneu de la voiture de Bruce est crevé, et tandis qu'il s'apprête à le changer, des voyous tentent de le dévaliser. Bruce les ayant rapidement défaits, l'un d'entre eux empoigne une jeune femme et la lance sur la chaussée, au milieu des voitures. Bruce tente de la récupérer, mais il n'est plus assez rapide, et ils sont sauvés in extremis par Terry. Bruce fait alors part à Terry de son amertume, soulignant le fait qu'il se serait autrefois sorti d'une telle situation sans aucune aide.
Bruce se décide donc à recontacter Talia dans sa chambre d'hôtel, et accepte son offre. Ils se rendent dans la demeure ancestrale de leur famille. Bruce plonge dans le puits, modernisé par un protocole expérimental très surveillé, qui réduit la démence résultant d'une immersion non contrôlée comme dans le passé. Mais il se ressaisit plus tard, réalisant que des immersions répétées le rendraient dépendant à vie de la fosse, et donc plus faible. Il décide de partir, mais les gardes de la demeure l'en empêchent. Terry et lui comprennent qu'ils sont  prisonniers. Après avoir neutralisé un grand nombre de gardes, Bruce et Terry arrivent à la porte du salon où ils entendent Ra's donner des ordres à ses hommes. Entrant dans la pièce, ils ne trouvent que Talia, mais celle-ci les abasourdit en parlant avec la voix de son père. Bruce et Terry sont ensuite assommés.
Enchaîné à un appareil, c'est avec stupeur que Bruce apprend que Talia a cédé son enveloppe corporelle à son père pour que celui-ci y implante son esprit, grâce à l'appareil auquel lui-même est à présent enchaîné. Ra's veut maintenant prendre possession du corps de Bruce après s'être débarrassé de celui de sa fille, pour réapparaître comme l'héritier et le fils de Talia et de Bruce, grâce à l'ADN de ce dernier. Il meurt ensuite (ou du moins le suppose-t-on), sous les traits de sa fille, à la suite de l'éboulement provoqué lors de son affrontement avec Terry, dans la caverne dans laquelle il avait mis son appareil. Terry tente de sauver Talia, mais Bruce l'en empêche, lui expliquant que Talia est morte depuis longtemps.
De retour dans la Batcave, Bruce affirme à Terry que Talia était exceptionnelle; puis après le départ de ce dernier, il fait ses adieux à sa bien-aimée.

#### Arrow et Legends of Tomorrow
Interprété par l'acteur australien Matthew Nable, Ra's al Ghul est le principal antagoniste de la troisième saison de la série Arrow, après avoir été mentionné à plusieurs reprises dans les saisons précédentes. On sait peu de chose sur lui. Il est dit qu'il est âgé de plusieurs siècles et qu'il a abandonné sa famille pour devenir le leader de la Ligue des Assassins. Un titre convoité par son ami Damien Darhk qui le quittera afin de créer sa propre organisation : l'H.I.V.E.  Nous savons aussi qu'il a entraîné par le passé Malcolm Merlyn, Maseo Yamashiro et Sara Lance.
Après le meurtre de Sara dans le premier épisode de la saison 3, Ra's lance un ultimatum à Oliver dans l'épisode 9 : l'assassin de Canary doit être identifié et lui être ramené dans les 48 heures sinon la Ligue s'engage à tuer les habitants de Starling City. Oliver apprend que Merlyn avait drogué sa sœur Thea afin qu'elle tue Sara et qu'elle n'en ait plus de souvenir, tout ceci dans le but de pousser Oliver à se confronter à Ra's et le tuer. Oliver se présente donc à l'issue de l'ultimatum devant Ra's al Ghul et se dénonce comme étant le meurtrier de Sara Lance. Au terme de l'épisode, en guise de procès, Oliver défie Ra's dans un combat à l'épée au sommet d'une montagne sacrée pour la Ligue des Assassins. Ce dernier en sort vainqueur et jette le corps d'Oliver dans le vide.
Cependant, Oliver survit et reprend sa carrière de justicier. Lorsque Théa, apprenant ce que Malcolm lui a fait, décide de le livrer à la Ligue des Assassins, Oliver et Diggle élaborent un plan pour le faire évader, désirant éviter à Théa de se sentir coupable d'avoir fait tuer son père. Ils sont capturés par Ra's Al Ghul qui, face au courage, à la force, la puissance et l'abnégation qu'Oliver lui a montrée, refuse de le tuer et lui propose de le remplacer et de devenir le prochain Ra's al Ghul. Oliver décline l'offre, mais Ra's estime qu'il n'a en aucun cas le droit de refuser. Il ne laisse donc pas le choix à Oliver en poignardant sa sœur Thea. La seule solution pour qu'elle revienne à la vie est de l'emmener auprès de la Ligue des Assassins pour qu'elle puisse accéder aux eaux sacrées du Puits de Lazare. Oliver accepte donc le marché mais doit en échange consentir à devenir le Fils du Démon. Il accepte, mais on apprend plus tard que son but est de neutraliser la Ligue de l'intérieur, avec l'aide de Malcolm Merlyn.
Pour terminer sa formation, Oliver doit faire table rase du passé en détruisant Starling City avec une arme biochimique. Il finit par révéler à Ra's qu'il l'a dupé et, après un combat acharné, finit par le tuer. Le pouvoir lui revenant de droit, il laisse sa place à Malcolm qui devient alors le nouveau leader de la Ligue des Assassins.
Il réapparaît dans l'épisode de Legends of Tomorrow "Left Behind" (1.09) qui se déroule en 1960 donc avant les événements décrits dans Arrow. On y voit aussi sa jeune fille Talia al Ghul.

### Vidéofilms
- 2010 : Batman et Red Hood : Sous le masque rouge de Brandon Vietti, doublé par Jason Isaacs (VF : Jean-Claude Donda)
- 2014 : Le Fils de Batman d'Ethan Spaulding, doublé par Giancarlo Esposito (VF : Jean-Claude Donda)
- 2016 : La Ligue des justiciers vs. les Teen Titans de Sam Liu, doublé par Terrence C. Carson (VF : Bernard Tiphaine)
- 2019 : Batman vs. Teenage Mutant Ninja Turtles de Jake Castorena
- 2021 : Injustice de Matt Peters, doublé par Faran Tahir (VF : Bernard Métraux)

### Jeux vidéo
- Batman: Dark Tomorrow (VO : Don Leslie)
- Batman Begins, le jeu vidéo (VO : Ken Watanabe, Liam Neeson ; VF : Martial Le Minoux, Claude Giraud)
- Lego Batman, le jeu vidéo (en tant que personnage jouable a débloquer en finissant le jeu à 100%)
- DC Universe Online
- Batman: Arkham Asylum (en tant que cadavre, cependant cette apparition est plus notée comme un easter egg)
- Batman: Arkham City (VO : Dee Bradley Baker ; VF : Bruno Dubernat)
- Batman: Arkham Knight (dans le DLC The Season of Infamy)
- Lego Batman 2: DC Super Heroes
- Injustice : Les Dieux sont parmi nous
- Gotham Knights